# Académie d'État de Samara pour enfants surdoués (Naïanova)
L'Académie d'État de Samara pour enfants surdoués (Naïanova) est un établissement d'enseignement supérieur russe situé à Samara, dans l'oblast de Samara, en Russie. L'Académie a été fondée en 1988. Le concept d’éducation dans l’Académie est basé sur un modèle de développement de la formation continue, qui comprend 7 étapes. Chacune des étapes correspond aux niveaux des programmes éducatifs (préscolaire, primaire générale, fondamental général, secondaire général, supérieur supérieur, troisième cycle, études doctorales).
Conformément à l'ordre du Rosobrnadzor no 1341 du 10 janvier 2018, l'Académie Naïanova a été privée de l'agrément de l'État pour tous les programmes d'enseignement supérieur. En liaison avec cette privation, les étudiants universitaires ayant suivi un enseignement supérieur (licence, spécialistes, masters et étudiants de troisième cycle) ont été transférés dans d’autres universités d’État (principalement l’université technique technique de Samara et l’université de Samara).

## L'histoire de l'académie
L’école a été fondée en 1988 en tant que laboratoire de recherche psychologique et pédagogique à
Institut pédagogique Kouïbychev (ru). Le 15 mai 1989, il est transformé en laboratoire scolaire de base de l’Institut pédagogique d’État de Kouïbychev. V.V. Kouïbychev à l’école no 53 du district de Samara. Le 14 février 1990, il fut transformé en Collège du Centre scientifique de Samara de Académie des sciences de l'URSS,.
En 1992, des étudiants ont participé à la formation de l'aide humanitaire destinée au projet Vol spatial "Europe-Amérique-500" (ru).
Le 13 juillet 1993, il a été transformé en complexe municipal d'éducation permanente de l'université de Naïanova à Samara,.
Parallèlement, l’enseignement supérieur a été ouvert conformément aux programmes de l’enseignement supérieur et des cinq premières facultés.
En 1998, selon journal Carrière (ru) (première place parmi les publications mensuelles de l'indice de popularité établi par l'Association of Managers ("Indice de popularité des médias", www.amr.ru), et également positions dans le groupe des publications commerciales/financières mensuelles de TNS Gallup Media rating ) l'université a pris la 12e place dans la liste des 100 meilleures universités Russie.
En 2003, l’université a divisé la 21e place de la finale mondiale de International Collegiate Programming Contest.
Le 7 novembre 2008, après son retour à la subordination du système éducatif régional, est devenue "l'université régionale de l'État de Samara (Naïanova)". 26 juillet 2010 transformé en Académie régionale de l’État de Samara (Naïanova),.
En 2013, le Centre de pédagogie mathématique permanente de Moscou et le Ministère de l'éducation et des sciences de la fédération de Russie ont inclus l'Académie dans la liste des 500 meilleures écoles de Russie,.

## Coopération internationale
L'Académie participe au programme d'échange de volontaires - Swallows / International Cultural Youth Exchange.
L'Académie fait partie du réseau linguistique des universités partenaires de l'ambassade de France.
L’Académie participe au programme des écoles bilingues sous les auspices du ministère français de l'Éducation et du ministère des Affaires étrangères et du Développement international.
Depuis 2011, l'Académie fait partie du réseau des écoles associées UNESCO.
L’Académie est un partenaire certifié de Institut Goethe avec le programme Initiative "Les écoles: partenaires du futur" (de).

## Publications
Dès le début de son existence, l'Académie publie un journal, qui s'appelait à l'origine "College", puis a été renommé "Circulaire universitaire",.
Depuis 2000, l’Académie publie un journal destiné aux apprenants de français - Fran cité. Le journal est recommandé par le département de la culture de l'ambassade de France en Russie,,.
L’Académie publie depuis 2005 un recueil de rapports d’étudiants et de professeurs participant à la conférence scientifique et pratique annuelle "Science. Créativité", qui a eu lieu début avril.

## Critique
En 2008, lors de la transition de la subordination urbaine à la subordination régionale, il s'est avéré que l'université n'avait aucun acte confirmant la propriété des bâtiments où sont situés les bâtiments d'enseignement. Selon Vremya, au début du mois de décembre, une trentaine de documents de ce type étaient manquants. Selon Yefim Kogan, expert de la National Training Foundation: "La situation est due au fait que toutes les formalités du transfert d’une université d’une subordination à une autre doivent être respectées. Le financement ne peut commencer que lorsqu'il existe un décret du gouvernement régional, mais il n’est pas encore en place. Roble, toutes ces questions auraient dû être résolus à l'avance".
En 2012, le Département des enquêtes inter-districts du Comité d'enquête de la fédération de Russie dans la région de Samara avait ouvert une affaire pénale au titre de l'article «Fraude» (deuxième partie de l'article 159 du Code pénal de la fédération de Russie). L'affaire a été initialement engagée en fait et non contre un individu en particulier. L'affaire avait été ouverte sur la base d'un audit effectué par le bureau du procureur du district de Leninsky, qui avait révélé que l'État de SGOUN était apparemment composé "d'âmes mortes" - des employés qui ne s'acquittent pas de leurs obligations professionnelles et ne perçoivent donc pas leur salaire. Par «âmes mortes», des responsables de l'application de la loi ont impliqué l'un des fondateurs de SGOUN, Natalya Churakova, âgée de 57 ans, professeure titulaire d'un doctorat à Moscou. Churakova est spécialisé dans les études religieuses. Ses recherches portent sur l’étude de la nature des images d’art religieux et de salon, ainsi que sur des problèmes d’éducation philosophique. Cependant, l'affaire n'a pas duré longtemps - le recteur n'avait même pas eu le temps de l'interroger en tant que suspect. En qualité d'associé directeur général adjoint du satellite Yablokov, Lapitsky and Partners, Valery Lapitsky, l'enquêteur, a informé son client et lui-même que l'affaire avait été classée en raison de l'absence de crime,.
Le 7 mai 2015, à la suite de l’examen d’une affaire d’infraction administrative (lors de l’inspection du 25/03/2015, le certificat d’accréditation de l’institution daté du 30 juin 2014, n o 1044, 1045. n’était pas affiché sur le site Web de l’institution. condamné à une amende de 50 000 roubles.
En 2017, l'académie a eu des difficultés à accepter des candidatures pour le recrutement d'enfants dans les premières classes. Une semaine avant la date annoncée du début de l’inscription des enfants (le 16 décembre), une file d’attente de parents a commencé à se former aux portes de l’école. À la surprise et à l'indignation des parents, une brève annonce de ce contenu est apparue sur le site Web de l'Académie jeudi à 23 h 0 : « Suite aux demandes écrites d'un grand nombre de parents de futurs élèves de première année concernant la situation insalubre provoquée par les actions d'un groupe de personnes lors de l'admission, la direction de SGOAN sur le report de la réception des candidatures du 16/12/2016 à une date différente. La décision concernant la nouvelle date sera annoncée plus tard. » 

## Les bâtiments de l'université

### Le Premier corps

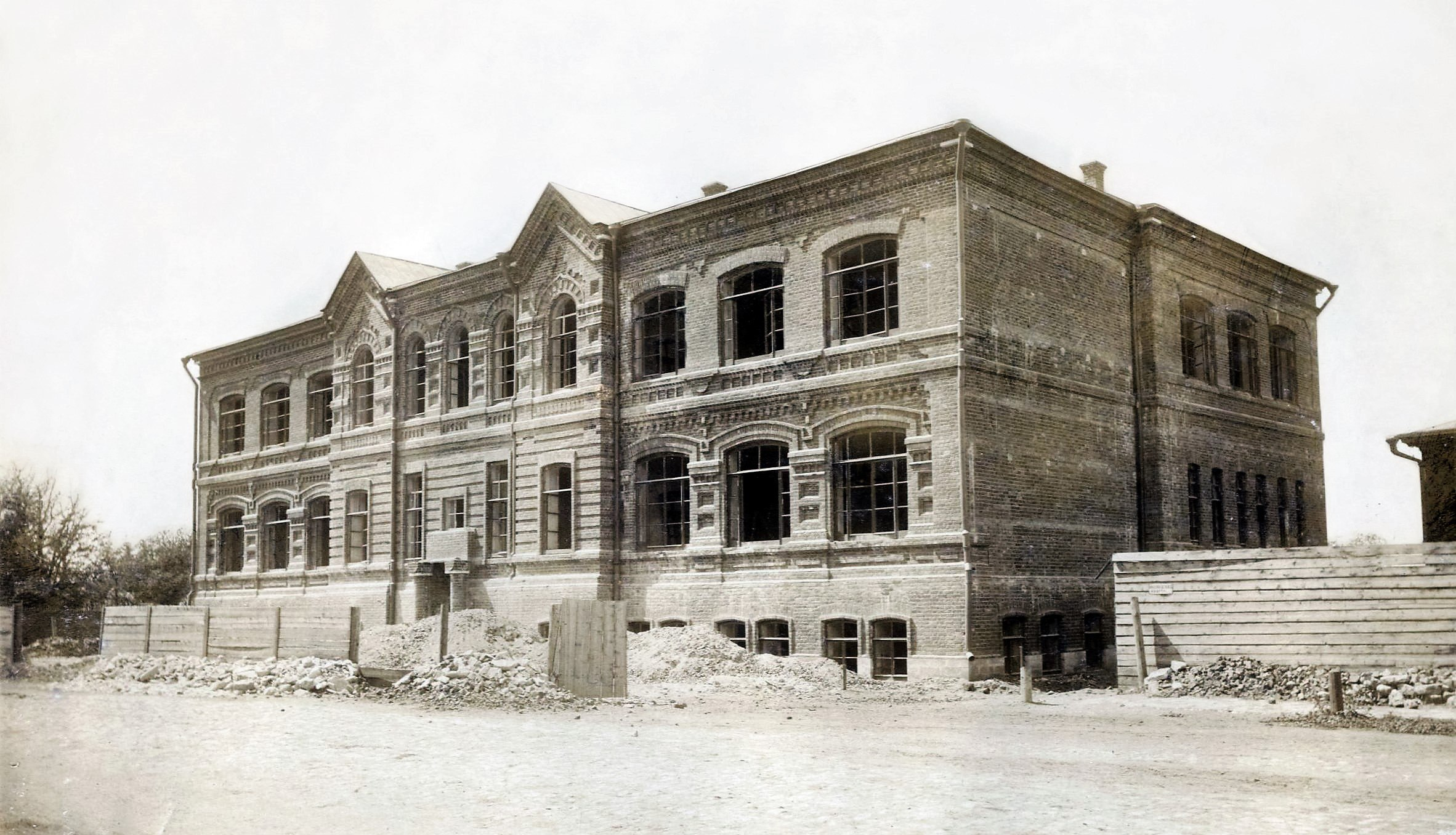
Collège de la ville de Samara, 1895.

Le bâtiment est situé à : Samara, rue Tchapaevskaïa, d.186.
Le bâtiment a été conçu par l'architecte en chef de Samara Alexandre Shcherbachev (ru) en 1895. Au début, c'était un collège de ville. De 1919 à 1921, la succursale Vkhoutemas était située dans le bâtiment.
Pendant la majeure partie de l'époque soviétique, le bâtiment appartenait à Institut de la culture Kouïbychev (ru).
En Union soviétique, en 1987, le bâtiment a été reconnu comme objet du patrimoine culturel d'importance régionale par le comité exécutif du Conseil régional des députés du peuple de Kouïbychev et en 2014 par le ministère de la Culture de la région de Samara,.
Il est situé en face de la Chambre des officiers (de l'autre côté de la rue Rabotchaïa), dans la rue Tchapaïevskaïa, en face du théâtre académique d'opéra et de ballet.
Le premier corps produit la préparation des étudiants dans les étapes préscolaire, initiale et principale (0-4, 6, 7 classes). Après le passage dans le deuxième corps, l'étudiant choisit la spécialisation du programme d'instruction.

### Le Deuxième corps

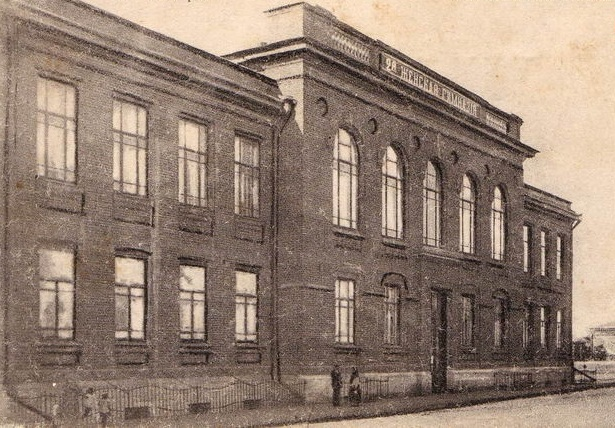
Deuxième gymnase féminin (Samara) 1912.

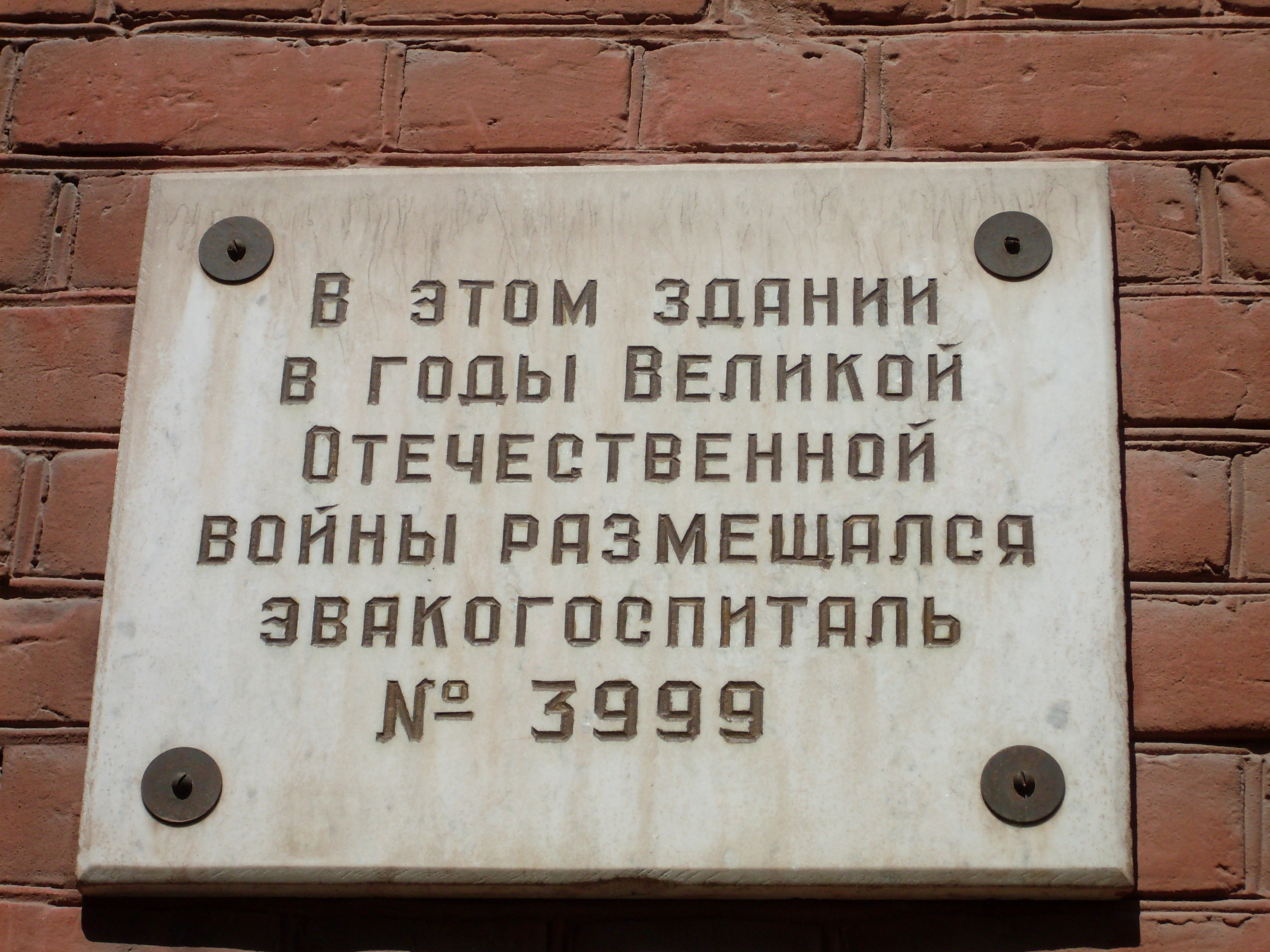
Plaque commémorative.

Le bâtiment est situé à: Samara, st. Molodogvardeïskaïa, d.196.
Le bâtiment a été construit à l'origine de 1909 à 1912 pour accueillir le deuxième gymnase des femmes. Le ministère de l'éducation publique et le projet et l'estimation (pour un montant de 147 053 roubles, 90 kopecks) pour le 2e gymnase féminin ont été approuvés en 1908. L'architecte et ingénieur de la ville de Samara, Fiodor Andreïevitch Tchernomortchenko, est devenu l'auteur du projet. L'extérieur du bâtiment est conçu dans le style de l'éclectisme en brique du XXe siècle avec les caractéristiques du style moderne néoclassique. À ce jour, des détails rappelant son grand âge ont été conservés : la tuile Metlach, qui tapissait les sols du couloir de l'Académie, les sous-sols et le plafond au-dessus du vestibule - des voûtes Monier et une cheminée bordée de carreaux de céramique blanche. Pour les lycéennes et les travailleurs du gymnase ont été créés les conditions confortables nécessaires. Dans son agencement d'origine, le bâtiment avait été conçu pour 16 classes de 40 personnes. Depuis le hall d'entrée, un large escalier menait à une salle de cours et deux petits escaliers à un vaste vestiaire pour les étudiantes. Dans le gymnase, une salle à manger d’étudiants était équipée d’une cuisine, de pièces de rangement et d’un local pour le chef de la salle à manger. Au premier étage, il y avait deux salles des professeurs, un cabinet de médecin, un papeterie et l’appartement du responsable du gymnase de cinq salles avec une réception. Seulement en 1912, un nouveau bâtiment du 2e gymnase féminin a été achevé et les cours ont commencé.
En 1914, la Première Guerre mondiale a commencé et le bâtiment abrita bientôt le 96e hôpital d'évacuation consolidée, qui fut transféré ici des locaux de la caserne des hussards, qui à cette époque ne disposait pas de suffisamment d'espace pour loger la garnison militaire de Samara. Bien que d'importants changements aient été apportés aux locaux, après la révolution en 1918, le gymnase nommé d'après KD Ouchinski commença ses activités éducatives dans le bâtiment. Le bâtiment fut municipalisé en 1923 et l’école no 30 y était située de 1930 à 1941. Mais après onze années de scolarité, le directeur de l’école fut obligé de quitter le bâtiment réservé à l’hôpital par une réunion spéciale du comité exécutif du conseil municipal de Kouïbychev no 31.
Au début de la Seconde Guerre mondiale, le bâtiment a été mis à la disposition d'un groupe spécial du NKVD dans le cadre du prochain transfert de la capitale de l'URSS de Moscou à Kouïbychev. Et du 1er février 1943 au 1er octobre 1945, il a été localisé à l'hôpital d'évacuation №3999 avec un profil traumatologique-chirurgical et prothétique-orthopédique. L'un des patients de l'hôpital était le prototype du héros du livre «Histoire d'un homme véritable» - Alexeï Maressiev. Après avoir été amputé des deux jambes à l'hôpital no 3999, il a été soigné et s'est tenu debout avec une prothèse artificielle. Pour la réhabilitation finale, il a été transféré dans une maison de vacances no 1 (maintenant un sanatorium nommé d'après Chkalov).
Le 1er juillet 1946, l’hôpital d’évacuation a été transformé en Hôpital régional Kouïbychev pour les personnes handicapées de la Grande Guerre patriotique. Il comportait quatre départements : thérapeutique, neurologique et deux chirurgicaux. En 1993, un nouveau grand bâtiment a été construit dans la rue du XXIIe Congrès pour l'hôpital. Le bâtiment du 2e gymnase féminin a été transféré à l'académie par décision de l'administration de la région de Samara.
Il est situé du côté de la rue Molodogvardeïskaïa, plus proche de la Volga, entre la rue Oulianovskaïa et l'allée des étudiants, entre l'université technique d'État de Samara (ru) et la Maison des scientifiques (Samara) (ru).
Le deuxième corps s'occupe de l'instruction secondaire, de l'instruction supérieure et de l'aspiranture.

### Le Troisième corps
Le bâtiment était situé à l'adresse suivante : Samara, ul. Molodogvardeïskaïa, d.135.
Il se trouvait du côté de la rue Molodogvardeïskaïa la plus éloignée de la Volga, à l'intersection de la rue Oulianovskaïa. L'université n'occupait qu'une partie du premier étage de l'immeuble, principalement résidentiel. Auparavant, il y avait des salles de conférence, alors ce bâtiment n’a acquis qu’une importance administrative. Il abritait le département du personnel, le bureau et la comptabilité. À la fin de juillet 2009, le corps a été libéré et les employés ont été transférés au deuxième corps.
En février 2010, l'université a reçu le bâtiment destiné à remplacer le bâtiment de la rue Molodogvardeïskaïa à l'adresse suivante: Samara, ul. Iarmarotchnaïa, 19.
Les informations sur le bâtiment sont données en fonction des données de l'expertise historique et culturelle de la documentation scientifique et conceptuelle de l'État afin de préserver et d'adapter l'utilisation moderne de l'objet du patrimoine culturel. la cantine nommée d'après les vieux croyants Ivan et Maria Sanine avec un abri pour les pauvres (région de Samara, Samara, rue Samarskaïa / Iarmarotchnaïa, 201-203 / 17) et l'objet de découverte culturelle nouvellement découvert dit la "Maison dans laquelle se trouvaient le 2e comité de district du Comité révolutionnaire républicain du parti communiste russe (bureau) et le 2e comité de district de la RKSM" (région de Samara, Samara, rue Iarmarotchnaïa / Sadovaïa, 19/210) Code 712/2016".
Le domaine situé dans la 3e partie de la ville de Samara dans le 113e quartier de la zone commerçante Voskressenskaïa, selon l'acte de forteresse du 15 avril 1864, appartenait à un citoyen honoraire héréditaire de Samara, le marchand Vieux-croyant Ivan Lvovitch Sanine. Sur le domaine qui lui appartient, Sanine s'est préparé à construire un banc en bois sur une fondation en pierre avec salons, ainsi que quatre magasins de bancs en bois et sept autres magasins en bois traversant le passage, ainsi que des services en pierre froide, des portes avec clôture[pas clair] et des bains au bord de la place Tchegodaïev. Probablement, le 4 mai 1864, le département des bâtiments du gouvernement provincial de Samara avait planifié et approuvé l'ensemble des bâtiments, mais à cette époque, seule une maison en bois (toilettes) était érigée au coin de l'ul. Samara et la place de la résurrection. Construction d'un complexe résidentiel et de vente au détail au 113e trimestre dans le domaine de I.L. Sanine remonte à la fin des années 1890 - au début des années 1900. Au début des années 1900, les maisons suivantes ont été construites sur le domaine : Une maison en bois sur un demi-sol en pierre, avec une façade en ul. Samara, 201 (lit. B - selon le plan du BTI de Samara) - construite, probablement en 1899 ; magasins de construction au coin de st. Fair et Samara 203 (lit.A). La construction des magasins a probablement été réalisée en trois phases de 1902 à 1909. (Les premiers magasins ont été construits le long de la frontière avec le domaine de Piatov (1901-1904) ; en 1904, la deuxième phase a été construite et au début de 1909 - la troisième, à l'angle de la rue Samarskaïa). maison en brique à deux étages (lit. In) et services en pierre derrière cette maison. Le 15 juin 1904, le département technique du gouvernement de la ville de Samara reçoit une pétition d'un marchand de Samara, Ivan Lvovitch Sanine, concernant la construction du domaine lui appartenant dans la 3e partie du 113e bloc situé au coin de l'ul. Samara et la place Voskressenskaïa selon le plan de pierre joint à la pétition avec les sous-sols des magasins. En 1909, selon la description, tout le complexe existait. Malgré le caractère opportun de la construction du complexe, l'intégrité de l'intention artistique et la composition sont complètes. Initialement, selon le plan, les magasins, séparés les uns des autres, étaient des magasins avec des entrées séparées depuis la zone de vente, tant vers les locaux des magasins situés au 1er étage que vers les sous-sols, ce qui permettait de mener à la fois le commerce de détail et le commerce de gros. Lors de la construction de magasins de vente au détail, Sanine a utilisé un projet typique pour ce type de bâtiments, développé au cours de la période de conception exemplaire des années 1840 et 50. Des magasins similaires ont été construits dans différentes parties de la ville (sur la place de la Trinité, la rue de la cathédrale, etc.). Cependant, contrairement à eux, les magasins de I.L. Sanine n'a pas subi de modifications importantes, conservant son aspect architectural d'origine.
La construction d'une maison en bois sur un demi-sol en pierre (lit. B) se réfère aux années 1899-1900. la maison a été construite pendant une saison de construction et, dans le plan du manoir de 1900, elle est déjà désignée comme existante. Le but fonctionnel initial de la maison “Rue Samara, demi-pierre recouverte de fer, 6x6 sazh, avec la même extension 2x2 sazh. la maison est donnée pour un usage gratuit, a) la partie supérieure de l'école paroissiale et b) le fond pour les femmes âgées pauvres et sans abri ». À l'époque soviétique, le bâtiment, après avoir modifié la configuration interne, était utilisé pour les appartements résidentiels. Maison en brique à deux étages (lit. In) - la construction d'une salle à manger gratuite pour eux. Les vieux croyants Ivan et Maria Sanine ont été construits avec un abri pour les pauvres, probablement à la fin des années 1890. En octobre 1899, I.L. Sanine a fait appel au gouvernement de la ville en lui demandant de lui permettre «de fixer les mêmes locaux à la maison en pierre existante et de créer des services de refroidissement» i. dans la pétition, il était question d'une rallonge en pierre à l'avant de la maison, faisant face au ul. Samara, dans lequel le lobby était fait avec un large et large escalier menant au deuxième étage de la maison. La construction de la maison elle-même, probablement à partir des années 1890. À l’origine, le bâtiment en pierre de deux étages avait un plan presque carré, avec un rebord vers la maison des pauvres. C'était considéré comme un étage, mais le premier étage était si bas qu'il était perçu comme un sous-sol.
Après la mort de I.L. Sanine Le 8 septembre 1910, son épouse, Maria Kondratievna Sanina (née Podrouïeva) (1834-1917), hérita de la succession. En 1907, avec son mari engagé dans des activités caritatives, elle organisa une salle à manger pour 140 personnes dans la maison située sur le domaine de la place Voskressenskaïa, en 1912, a publié la charte de cette salle à manger; a rassemblé des œuvres d'art et les a présentées au musée public. 13 février 1912 M.K. Sanina et le représentant de la communauté des vieux croyants de Samara qui ont reconnu le sacerdoce de la hiérarchie belokrinitsky Penzin dans la maison d'un notaire Yurin ont fait un acte de donation, établi par son défunt citoyen honoraire héréditaire Ivan Lvovich Saniyyam le 7 janvier 1907, une cantine gratuite à Samara nommée d'après les vieux-croyants Ivan et Maria Sanine et fonctionnant actuellement en vertu de la charte approuvée le 15 mars 1911 des biens immobiliers qui lui appartiennent et hérités du défunt.
À l'époque soviétique, les bâtiments de l'ancien domaine de Sanine ont été nationalisés. Ils n'ont pas subi de restructuration externe importante. Cependant, une modification de leur utilisation fonctionnelle a entraîné un important réaménagement de l'espace interne. Ainsi, par exemple, avec l'installation d'une ancienne usine de confection dans l'ancien bâtiment commercial, les cloisons existantes entre les magasins ont été supprimées, une seule salle de production a été créée à l'intérieur du bâtiment. Le territoire de l'usine a été séparé des bâtiments résidentiels de la rue. Samara, 201 par une clôture en bois et la succession des Sanine en tant que complexe unique de bâtiments a cessé d’exister.